# Ángel "Che" Fernández
Ángel "Che" Fernández fue un futbolista argentino que jugó de extremo izquierdo. Debutó en el año 1935 con el club Vélez Sarsfield. En 1944 llega al Club León junto a Marcos Aurelio, Miguel Rugilo y 
Antonio Battaglia, todos ellos provenientes del Club Atlético Vélez Sarsfield. Fueron los revolucionarios del club mexicano ganando sus dos primeros títulos. El “che” fue el primer jugador en marcar un gol en la historia del León. 
Fue el primer anotador en la historia del Club León, a los 45 segundos contra el Club Atlante, el 20 de agosto de 1944. En 1946 ganó con el León el primer título de su historia. 
Anunció su retiro al finalizar la temporada 1947-48, luego de ganar el Campeonato con el Club León. A la campaña siguiente y al no encontrarle un sustituto, él mismo se ofreció para regresar temporalmente. El Director Técnico José María Casullo lo alineó el próximo partido, donde el "Che" jugó como en sus mejores tiempos y anotó el gol de la victoria.
Para el partido siguiente en el Estadio La Martinica, la afición verdiblanca recibía al jugador con ovación. Al minuto 34 recibió un pase filtrado por lo que aceleró, y ante la inminente salida del "Tarzán" Landeros, el "Che" apenas tocó el balón y anotó. Pero ya no se levantó, pues su pierna derecha estaba destrozada. Uso yeso en la recuperación, hasta que al ponerle una inyección su pierna se infectara. Esto causó su retiro del futbol.

## Palmarés
| Título                     | Club      | País   | Año     |
| -------------------------- | --------- | ------ | ------- |
| Primera División de México | Club León | México | 1947-48 |
| Campeón de Campeones       | Club León | México | 1948    |